# Brodie Retallick
Brodie Allan Retallick (Rangiora, 31 de mayo de 1991) es un jugador neozelandés de rugby que se desempeña como segunda línea que juega para el club Kobelco Kobe Steelers del Japan Rugby League One, y jugó para los All Blacks internacionalmente. Retallick ganó el premio a Mejor Jugador del Mundo en el año 2014.

## Carrera
Retallick comenzó a jugar a rugby en la Escuela de Secundaria de Christchurch Boys de donde da el salto al profesionalismo en 2011 para jugar la ITM Cup de la mano de Hawke's. Rápidamente llama la atención y el año siguiente se incorpora a las filas del Bay of Plenty. Para ese mismo año dar el salto al Super Rugby y fichar por los Chiefs.
En 2012 Retallick recién llegado a los Chiefs ya se proclama campeón del Super Rugby al ganar la final contra los sudafricanos Sharks en el Waikato Stadium por un resultado de 37-6. saliendo en el XV titular.
Al año siguiente los Chiefs reeditan el título ganando la final esta vez a los Brumbies por el resultado de 27-22 donde nuevamente Retallick fue de la partida en el equipo inicial.
En 2020 decide dar un cambio en su carrera y buscar nuevos retos deportivos y abandona Nueva Zelanda para dar el salto a la liga japonesa fichando por Kobelco Steelers. En 2022 volvió a Chiefs para prepararse de cara al siguiente mundial y una vez acabado el mundial regresaría de nuevo a la liga nipona con Kobelco Steelers.

## Selección nacional
Retallick hizo su debut con Nueva Zelanda el 9 de junio de 2012 contra Irlanda en un partido que formaba parte de una gira de partido que hizo la selección Irlandesa por Nueva Zelanda.Ese mismo año formó parte del equipo que representó a los All Blacks en el Rugby Championship 2012 y que se llevó el título ganando todos los partidos del torneo. En el Rugby Championship 2013 los All Blacks se vuelven a proclamar campeones de nuevo imbatidos. En 2014 se proclama nuevamente campeón en el Rugby Championship 2014 lo que sería su tercer campeonato consecutivo, formando una pareja excepcional con su compañero de segunda línea Sam Whitelock.
En 2014 Retallick es nombrado  mejor jugador del año por la IRB
En 2015 es seleccionado para formar parte de la selección neozelandesa que participa en la Copa Mundial de Rugby de 2015. Brodie Retallick tuvo una actuación "particularmente impresionante" en el partido contra Argentina en la fase de grupos, el 20.09.2015, y fue elegido por los aficionados (a través de Twitter) como "Hombre del partido" (Man of the Match). En el partido de cuartos de final, victoria 13-62 sobre Francia, Brodie Retallick anotó uno de los nueve ensayos de su equipo, en el minuto 10, tras taparle una patada a Frédéric Michalak, quien se lesionó en la acción.
Formó parte del equipo que ganó la final ante Australia por 34-17, entrando en la historia del rugby al ser la primera selección que gana el título de campeón en dos ediciones consecutivas.
Retallick, ha formado parte del núcleo fuerte del seleccionador Steve Hansen durante años, por lo tanto formó parte de los All Blacks en la Copa Mundial de Rugby de 2019 en Japón donde desplegaron un brillante juego en el que ganaron todos los partidos de la primera fase excepto el partido contra Italia que formaba parte de la última jornada de la primera fase,que no se disputó debido a la llegada a Japón del Tifón Hagibis.
En cuartos de final se enfrentaron a Irlanda, partido con cierto morbo porque el XV del trébol había sido el único que había sido capaz de vencer a los All Blacks en los últimos años. Sin embargo, Nueva Zelanda desplegó un gran juego y venció por un amplio resultado de 46-14.
En semifinales jugaron ante Inglaterra donde se formó cierta polémica debido a la formación utilizada en forma de uve por el XV de la rosa a la hora de recibir la haka de los All Blacks, el partido fue posiblemente el mejor que se pudo ver en todo el campeonato, donde vencieron los ingleses por el marcador de 19-7. Retallick jugó cuatro partidos en todo el campeonato, todos ellos de titular y estos fueron los cuatro últimos donde estaban las dos eliminatorias ante Irldanda e Inglaterra y el partido por el tercer y cuarto puesto ante Gales.

#### Participaciones en Copas del Mundo
| Mundial                       | Sede       | Resultado     | PJ | Tries |
| ----------------------------- | ---------- | ------------- | -- | ----- |
| Copa Mundial de Rugby de 2015 | Inglaterra | Campeón       | 6  | 1     |
| Copa Mundial de Rugby de 2019 | Japón      | Tercer puesto | 4  | 0     |

### Palmarés y distinciones notables
- Super Rugby: 2012
- 2013
- Super Rugby 2017
- Super Rugby 2018
- Super Rugby 2019
- Rugby Championship 2012
- Rugby Championship 2013
- Rugby Championship 2014
- Rugby Championship 2016
- Rugby Championship 2017
- Rugby Championship 2018
- Copa Mundial de Rugby 2011
- Copa Mundial de Rugby de 2015
- Mejor Jugador del Mundo en 2014.